# Tarn (rzeka)
Tarn – rzeka w południowej Francji przepływająca przez teren departamentów Lozère, Aveyron, Tarn, Tarn i Garonna oraz Górna Garonna. Ma długość 380,2 km. Stanowi prawy dopływ Garonny.

## Geografia
Tarn ma swoje źródła na wysokości 1551 m n.p.m. na stokach masywu Mont Lozère, w gminie Le Pont-de-Montvert, na terenie Parku Narodowego Sewennów. Rzeka generalnie płynie w kierunku zachodnim. Uchodzi do Garonny na granicy gmin Boudou i Saint-Nicolas-de-la-Grave, w pobliżu miasta Castelsarrasin. Przeciętny spadek koryta rzeki wynosi 0,39%. Pomiędzy miejscowościami Ispagnac i Le Rozier rzeka przez tysiąclecia wyrzeźbiła wąwóz Gorges du Tarn, rozdzielający obecnie wapienne płaskowyże Causse Méjean i Causse de Sauveterre. Strome zbocza wznoszą się do około 500 m ponad dno doliny.
Tarn płynie na terenie pięciu departamentów, w tym na obszarze 104 gmin. Rzeka przepływa między innymi przez Florac, Millau, Saint-Rome-de-Tarn, Albi, Gaillac, Montauban czy Moissac.
16 grudnia 2004 roku nad doliną Tarnu w Millau otwarto wiadukt Millau, którym biegnie autostrada A75. Jego budowa rozpoczęła się w 2001 roku.

## Hydrologia

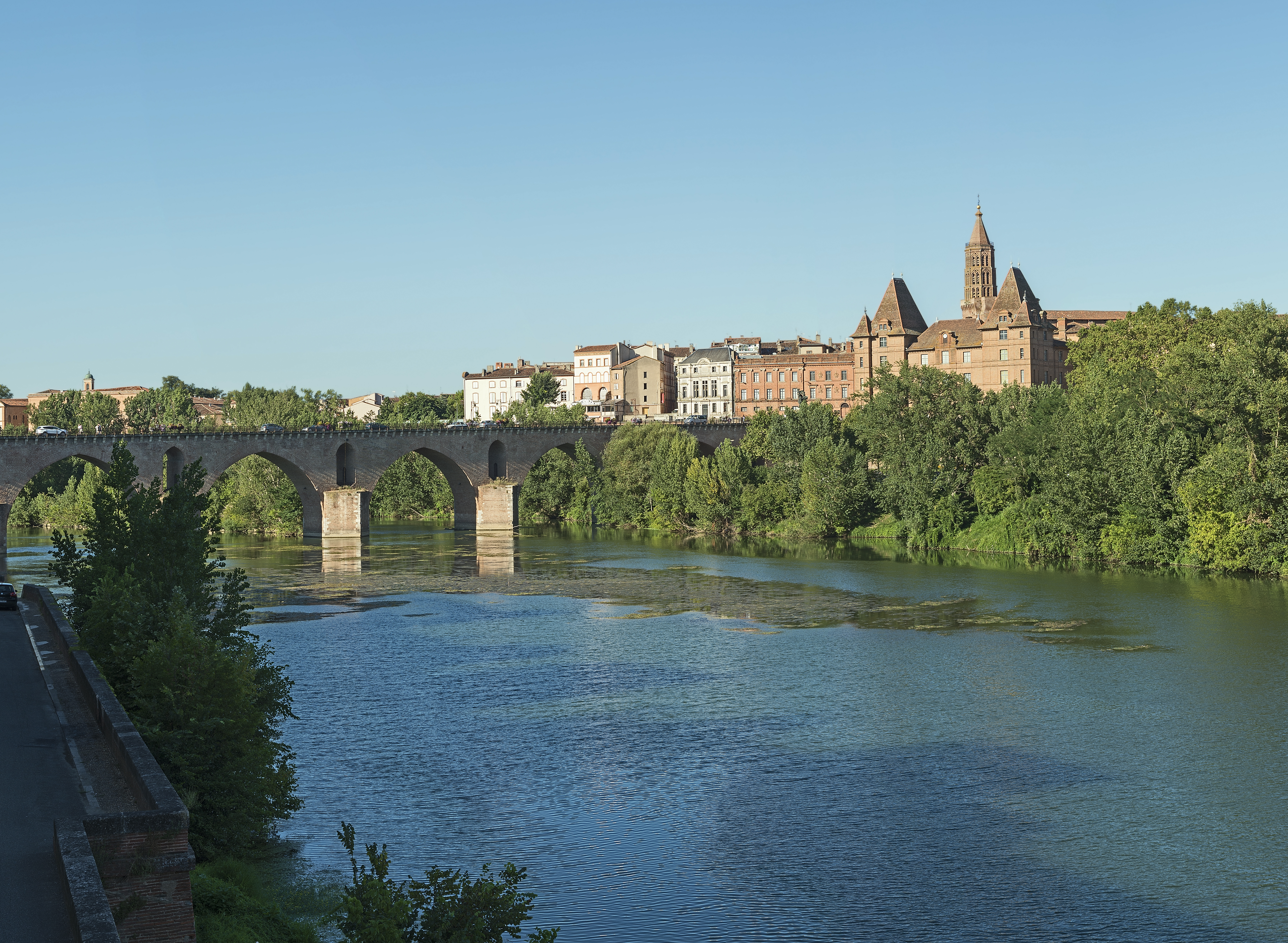
Stary most (fr. Pont Vieux) w Montauban

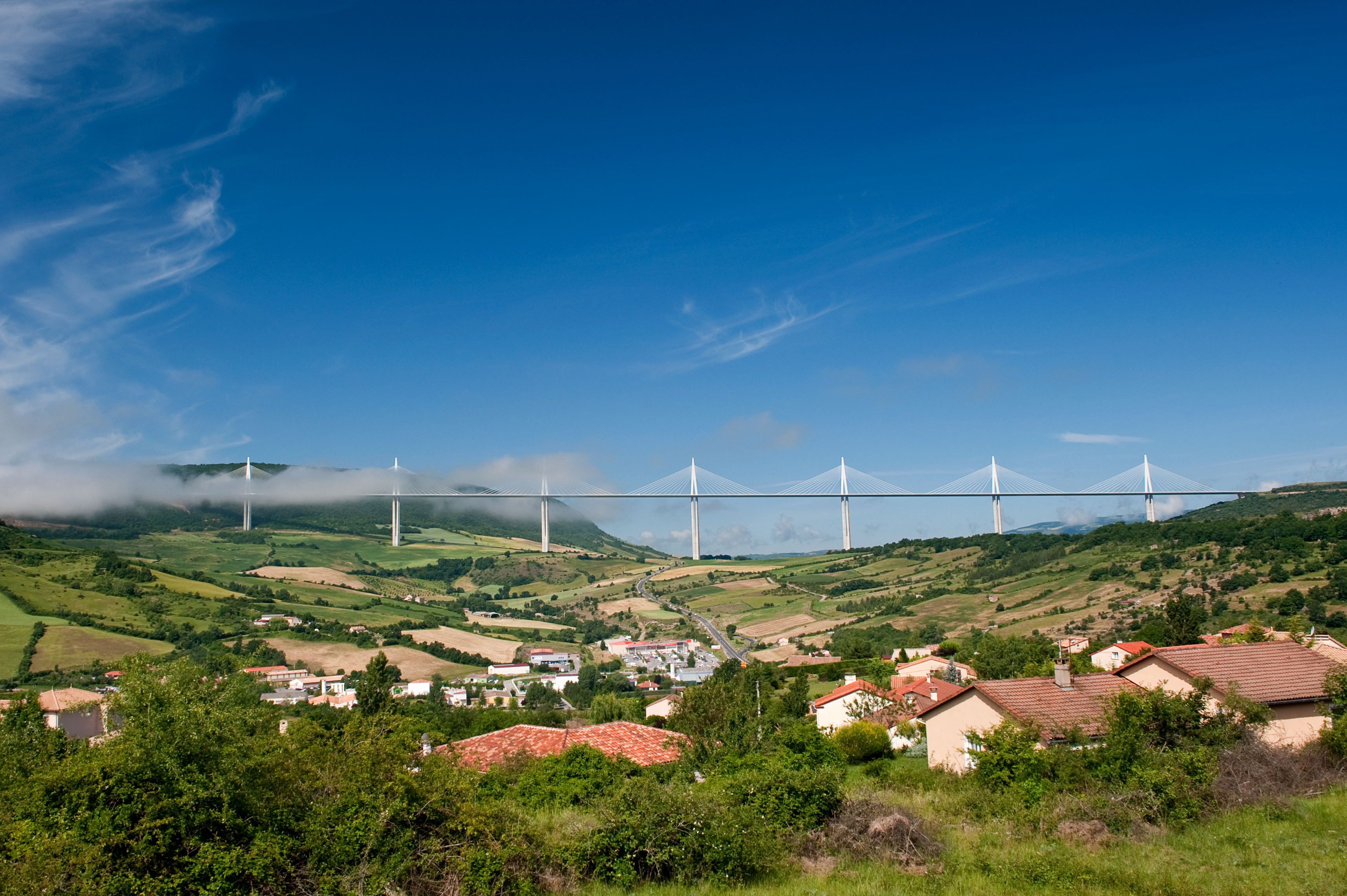
Widok na wiadukt Millau

Uśredniony roczny przepływ rzeki Tarn wynosi 233,0 m³/s. Dane hydrologiczne zostały pozyskane w latach 1923–1979 w miejscowości Moissac (Sainte-Livrade) i obliczone na 2017 rok. Największy przepływ notowany jest w marcu (401,0 m³/s), a najmniejszy w sierpniu – 54,9 m³/s.
|  |

Źródło: EauFrance

## Dopływy
Tarn ma nazwanych 39 dopływów o długości co najmniej 10 km. Są to:
| - Tarnon (38,9 km) - Jonte (38,6 km) - Ruisseau de Mialet (11,6 km) - Lumensonesque (16,5 km) - Dourbie (71,9 km) - Muze (29,4 km) - Dourdou de Camarès (86,8 km) - Cernon (30,4 km) - Alrance (26,0 km) - Rance (63,5 km) - Ruisseau de Coudols (17,0 km) - Gos (19,2 km) - Ruisseau de Gaycre (19,0 km) | - Ruisseau de Coules (14,8 km) - Ruisseau de Caussels (17,9 km) - Ruisseau du Séoux (10,5 km) - Ruisseau de Carrofoul (13,7 km) - Saudronne (13,6 km) - Ruisseau de Saudronne (11,0 km) - Luzert (12,7 km) - Ruisseau de Vieulac (12,8 km) - Riou Frayzi (11,5 km) - Ruisseau des Rodes (10,3 km) - Rieu Vergnet (11,4 km) - Agout (194,4 km) - Ruisseau de Passe (18,2 km) | - Ruisseau de Sieurac (11,9 km) - Ruisseau de Palmola (12,8 km) - Souet (12,8 km) - Ruisseau de Magnanac (11,8 km) - Rieu Tort (14,8 km) - Ruisseau du Vergnet (12,0 km) - Ruisseau du Miroulet (11,1 km) - Tescou (48,8 km) - Ruisseau de Payrol (11,7 km) - Aveyron (290,7 km) - Ruisseau de Maribenne (11,1 km) - Lemboulas (56,7 km) - Ruisseau de Larone (26,3 km) |

## Rekreacja

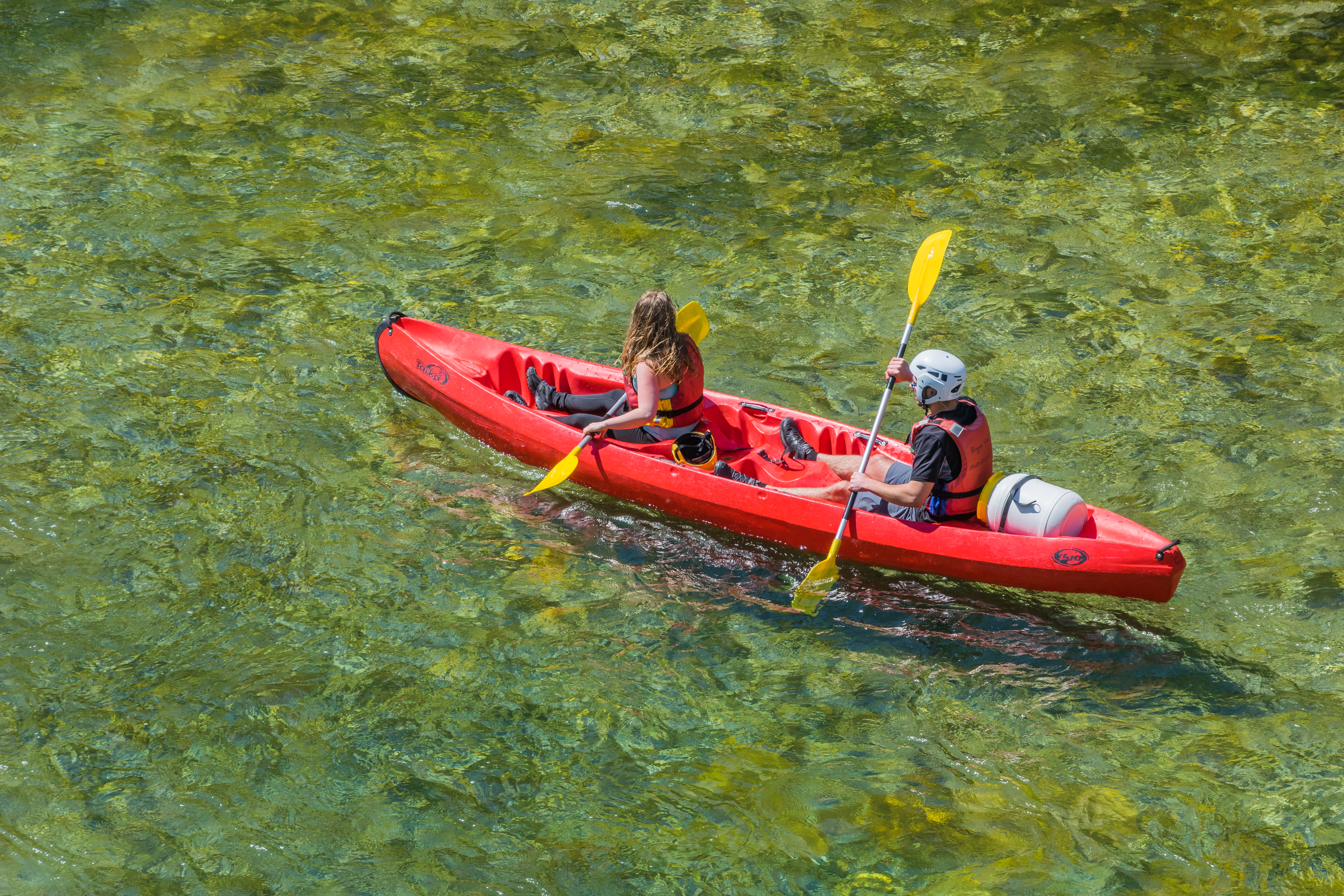
Kajakarstwo na rzece Tarn

Rzeka ma znaczenie rekreacyjne. Główna aktywność skupia się w Gorges du Tarn, gdzie uprawiane są między innymi kajakarstwo, rafting czy speleologia.